# На зеленій землі моїй
«На зеле́ній землі́ мої́й...» — український радянський художній фільм, знятий 1958 року на Одеській кіностудії. Дипломна робота режисерів-випускників ВДІКу — Річарда Вікторова і Ігоря Шишова. Художній керівник — Сергій Юткевич.

## Актори
- Микола Довженко — Антон Булига
- Жанна Дмитренко — Василина
- П. Колесник — Шорбан
- Надія Семенцова — Оксана
- Лаврентій Масоха — Кирилюк
- Михайло Єгоров — Ілля
- Ніна Кукушкіна — Гафія
- І. Мильний — Калина
- В епізодах: Євген Котов, Володимир Савельєв, К. Рикунов, Ю. Ульяненко